# Orthoperus aequalis
Orthoperus aequalis là một loài bọ cánh cứng trong họ Corylophidae. Loài này được Sharp miêu tả khoa học đầu tiên năm 1885.